# Nsah Mala
Nsah Mala (de son vrai nom Kenneth Toah Nsah) est un poète,, écrivain, auteur de littérature jeunesse et chercheur littéraire camerounais. Il écrit en anglais, français, et iteanghe-a-Mbesa (langue mbesa).

## Biographie

### Débuts et éducation
Nsah Mala est né à Mbesa (aussi Mbessa) dans le département du Boyo au Cameroun. 
Il fait l'école primaire à la CBC School de Mbesa. Au CES de Mbesa, il obtient son General Certificate of Education (en) (GCE) Ordinary Level en 2007. Il fait le lycée à CCAST Bambili et y obtient le GCE Advanced Level en 2009; classé meilleur candidat national en "Literature in English" et reçoit un prix de la Cameroon Association of English-Speaking Journalists (CAMASEJ),. 
En 2012, il est diplômé de l'École normale supérieure (ENS) de Yaoundé et de l'université de Yaoundé I en Lettres Bilingues et Études Bilingues respectivement. Grâce à une bourse Erasmus Mundus, il effectue de 2016 à 2018, un Master Erasmus Mundus Crossways in Cultural Narratives, obtenant les masters équivalents de l'université de Perpignan Via Domitia (France), université de St Andrews (Royaume-Uni) et l'université de Saint-Jacques-de-Compostelle (Espagne). 
En 2018, il s'inscrit au programme de doctorat en littérature comparée à l'université d'Aarhus (Danemark).

### Carrière littéraire
Jeune, Nsah Mala s'illustre dans la rédaction de poèmes et articles scientifiques et littéraires. Sa première pièce de théâtre est écrite en deuxième année (Form Two) au CES (GSS) de Mbesa. Nsah Mala a publié son premier recueil de poèmes intitulé Chaining Freedom en 2012 et par la suite a publié trois autres recueils en anglais et un en français. Il a publié trois albums jeunesse alors que ses poèmes et nouvelles apparaissent dans plusieurs magazines et anthologies,,.
Constimocrazy: Malafricanising Democracy (2017), son quatrième recueil de poème, a reçu des comptes rendus. Nelson Mlambo l'a décrit dans Tuck Magazine comme « une expression profonde du talent Afro et la personnification d'une voix afropolitaine.» Global Arts and Politics Alliance (GAPA) a observé que Nsah Mala « rappelle les despotes qu'ils sont une minorité et qu'ils réussissent en utilisant les masses pour en tirer la popularité et bénéficier du pouvoir.»
En 2016, une nouvelle de Nsah Mala intitulé "Christmas Disappointment" était parmi les dix lauréats d'un concours organisé par le Ministère des Arts et de la Culture au Cameroun. En décembre 2016, sa nouvelle "Fanta from America" a reçu une mention spéciale dans un concours organisé par Bakwa Magazine au Cameroun,,. Son poème en français "Servants de l'État" a reçu une mention spéciale du concours littéraire Malraux (France) en décembre 2017,. Nsah Mala a pris part à l'atelier dit Caine Prize Writers' Workshop à Gisenyi, Rwanda, en mars 2018.
En été 2020, POW! Kids Books a acheté les droits mondiaux (excepté l'Afrique) d'un album jeuneuse de Nsah Mala intitulé What the Moon Cooks qui débutera en Amérique du Nord en printemps 2021.

### Œuvres

#### Recueils de poèmes
- (fr) Les Pleurs du mal, 2019,  (ISBN 978-1942876465)
- (en) Constimocrazy: Malafricanising Democracy, 2017,  (ISBN 978-0998847665)
- (en) If You Must Fall Bush, 2016,  (ISBN 978-9956763856)
- (en) Bites of Insanity, 2015,  (ISBN 978-9956792672)
- (en) Chaining Freedom, 2012,  (ISBN 978-0615692852)

### Livres pour la jeunesse
- (en) Andolo: the Talented Albino, 2020  (ISBN 978-978-956-124-7)
- (fr) Andolo : l'albinos talentueux, 2020,  (ISBN 978-978-956-139-1)
- (fr) Le petit Gabriel commence à lire, 2020,  (ISBN 978-2368686621)

#### Ouvrages co-rédigés
- (co-rédigé avec Mbizo Chirasha) Corpses of Unity - Cadavres de l'unité, 2020,  (ISBN 978-9966133991)
- (co-rédigé avec Tendai Rinos Mwanaka) Best New African Poets 2019 Anthology, 2020,  (ISBN 978-1779296108)
- (co-rédigé avec Tendai Rinos Mwanaka) Best New African Poets 2019 Anthology, 2018,  (ISBN 978-1779063601)

#### Nouvelles
- Departure[24], Redemption Song and Other Stories, Caine Prize Anthology, 2018,  (ISBN 978-1623719708)
- America at Midnight, Kalahari Review, 2017.
- Stubborn Miniskirt, PAROUSIA Magazine, 2017.

#### Essais / articles
- The virality of letters: the Covid-19 literary archive keeps growing, Corona Times, 2020.
- Alleged corruption in academic appointments highlights Cameroon’s PhD glut, Times Higher Education, 2020.
- Comment expliquer la timide mobilisation de la jeunesse africaine pour le climat ? The Conversation, 2019.